# 伏曼容
伏曼容（ふく まんよう、421年 - 502年）は、南朝宋から梁にかけての官僚・学者。字は公儀。本貫は平昌郡安丘県。

## 経歴
宋の司空主簿の伏胤之の子として生まれた。幼くして父を失い、同母兄とともに南海郡に客居した。若くして学問に励み、とくに『老子』や『易経』に詳しかった。才気にすぐれて大言を好み、つねに「何晏は『易経』のうちの9事を疑問としたが、私の見るところ、何晏は学がなかったのだね。つまりは平叔（何晏）を知りて短所ありさ」と言っていた。生徒を集めて教授するのを自ら生業とした。
宋に仕えて驃騎行参軍となった。宋の明帝は『周易』を好んでおり、朝臣を清暑殿に集めて講義をおこない、曼容に命じて経を持たせた。曼容は風采が美しかったので、明帝は曼容を嵆叔夜に喩えて、陸探微に叔夜像を描かせて曼容に賜った。後に曼容は司徒参軍に転じた。袁粲が丹陽尹となると、曼容は江寧県令の任を猟官して、袁粲に従った。入朝して尚書外兵郎に任じられた。昇明末年、輔国長史・南海郡太守となった。石門に赴いて貪泉銘を作った。
斉の初年、通直散騎侍郎となった。封禅をおこなうよう高帝に勧めたが、聞き入れられなかった。永明初年、太子率更令となり、皇太子蕭長懋の講義に侍した。衛将軍の王倹と仲が良く、司馬憲や陸澄らとともに『喪服義』を編纂した。完成すると、礼楽の制定に意欲をみせた。王倹が死去すると、曼容は中書侍郎・大司馬諮議参軍に転じ、武昌郡太守として出向した。建武年間、入朝して中散大夫の位を受けた。ときに斉の明帝は儒学を重んじなかったため、曼容は瓦官寺の東にある自宅に客を集めて講義をおこない、生徒はつねに数十から百人に及んだ。梁国が建てられると、曼容は旧儒として招聘されて、司馬に任じられ、臨海郡太守として出向した。
天監元年（502年）、在官のまま死去した。享年は82。著書に『周易集林』・『毛詩集解』・『喪服集解』・『老子義』・『荘子義』・『論語義』があった。
子に伏暅があった。

## 伝記資料
- 『梁書』巻48 列伝第42
- 『南史』巻71 列伝第61